# Wald-Hortensie
Die Wald-Hortensie (Hydrangea arborescens) ist eine Pflanzenart aus der Gattung Hortensien (Hydrangea) innerhalb der Familie der Hortensiengewächse (Hydrangeaceae). Das natürliche Verbreitungsgebiet liegt in den Vereinigten Staaten. Mehrere Kultivare werden aufgrund der dekorativen Blütenstände als Zierpflanze verwendet.

## Beschreibung

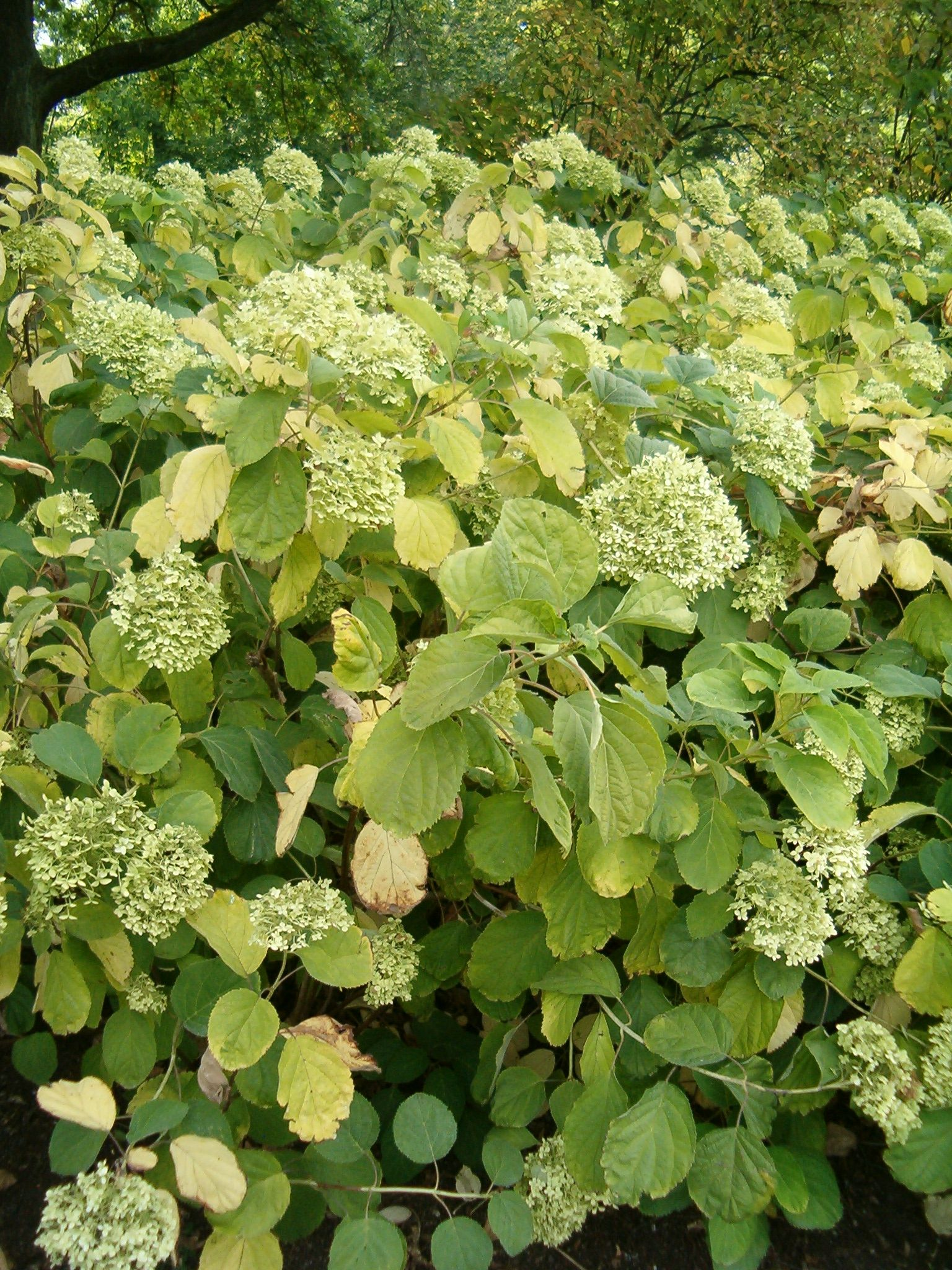
Habitus, Laubblätter und Blütenstände

Die Wald-Hortensie wächst als sommergrüner, aufrechter, kleiner Strauch und erreicht Wuchshöhen von 2 bis 3 Metern. Die Rinde der Zweige ist striegelhaarig.
Die gegenständig an den Zweigen angeordneten Laubblätter sind in Blattstiel und -spreite gegliedert. Der Blattstiel ist 2 bis 10 Zentimeter lang. Die einfache, leicht ledrige, kahle bis schwach borstige Blattspreite ist bei einer Länge von 5 bis 18 Zentimetern und einer Breite von 3 bis 12 Zentimetern breit-eiförmig bis elliptisch bis verkehrt-eiförmig mit abgerundeter, gestutzter oder herzförmiger bis stumpfer Spreitenbasis, spitzem oder zugespitztem oberen Ende und grob gezähntem bis gesägtem Blattrand. Die Blattunterseite ist kahl bis samtartig behaart.
Die Blütezeit reicht von Juni bis September. Der vielblütige, schwach behaarte trugdoldige oder schirmrispige Blütenstand besitzt einen Durchmesser von 5 bis 15, selten 20 Zentimetern. Die wenigen, sterilen Blüten sind am Rand und die mehrheitlich zwittrigen im Zentrum angeordnet. Die sterilen Blüten können fehlen. Die Blüten sind leicht duftend.
Die lang gestielten, sterilen Blüten sind etwa 2 Zentimeter breit und weiß bis grünlich-weiß und ohne Krone. Sie besitzen bis zu vier vergrößerte, petaloide Sepalen. Die kurz gestielten, zwittrigen, fertilen und fünfzähligen Blüten mit doppelter Blütenhülle sind weiß bis gelblich. Die Kelchblätter am kleinen Blütenbecher sind nur minimal ausgebildet. Die abfallenden Kronblätter sind klein. Es ist ein Diskus vorhanden.
Es werden vielsamige, etwa 2–2,5 Millimeter große, holzige, rippige Kapselfrüchte mit beständigen Griffel gebildet. Die sehr kleinen, flachen Samen sind fast ungeflügelt.
Die Chromosomenzahl beträgt 2n = 36 oder 38.

## Verbreitung und Standort
Das natürliche Verbreitungsgebiet von Hydrangea arborescens reicht vom Nordosten bis in den Südosten der Vereinigten Staaten. Die Wald-Hortensie wächst in artenarmen Wäldern, in Auen und an Flussufern auf trockenen bis frischen oder feuchten, sauren bis schwach alkalischen, sandig-humosen bis sandig-kiesigen Böden an halbschattigen Standorten. Sie ist meist frosthart.

## Systematik
Die Wald-Hortensie (Hydrangea arborescens) ist eine Art der Gattung der Hortensien (Hydrangea) aus der Tribus Hydrangeae in der Unterfamilie Hydrangeoideae innerhalb der Familie der Hortensiengewächse (Hydrangeaceae). Die  Erstveröffentlichung von Hydrangea arborescens erfolgte 1753 durch Carl von Linné in Species Plantarum.
Es werden drei Unterarten unterschieden:
- Hydrangea arborescens subsp. arborescens L.
- Hydrangea arborescens subsp. discolor (Ser.) McClintock, auch als eigene Art Hydrangea cinerea Small beschrieben. Die Blattunterseiten sind dicht aber nicht geschlossen grauhaarig mit oft fehlenden sterilen Blüten.
- Hydrangea arborescens subsp.  radiata (Ser.) McClintock, auch als eigene Art Hydrangea radiata Walter beschrieben. Die Blattunterseiten sind dicht und geschlossen weißfilzig behaart mit meist zahlreichen sterilen, 2 bis 3 Zentimeter breiten Blüten.[3]

Die Unterarten werden auch als eigene Arten einer Sammelart aufgefasst.

## Verwendung
Die Wald-Hortensie wird in vielfältigen Gartenformen aufgrund ihrer dekorativen Blütenstände als Ziergehölz verwendet. Sorten sind unter anderen:
- 'Annabelle' mit 15 bis 25 Zentimeter breiten Blütenständen und nur sterilen, weißen Blüten (Sorte der Unterart arborescens)
- 'Grandiflora' mit grünlichweißen, beinahe ausschließlich sterilen Blüten in 12 bis 18 Zentimeter breiten Blütenständen (Sorte der Unterart arborescens)
- 'Sterilis' mit weißen, ausschließlich sterilen Blüten in 15 bis 20 Zentimeter breiten, halbkugeligen Blütenständen (Sorte der Unterart discolor)[3]